# Hello Games
Hello Games una compañía de desarrollo de videojuegos y editor con una sede en Guildford, Inglaterra. La compañía es conocida por el videojuego Joe Danger series y por su innovador juego No Man's Sky, cuyo estreno provocó una gran controversia ya que, a las dos semanas de haberlo comprado el día de su lanzamiento, los jugadores se sintieron estafados al ver que gran parte de lo que había prometido el creador no se había añadido finalmente en el juego. Este hecho provocó un número muy elevado de devoluciones que afectaron profundamente al estudio desarrollador y a su número de ventas.
Con el tiempo la compañía ha sacado actualizaciones de manera constante y gratuita para No Man's Sky haciendo que la calidad del videojuego se vea mejorada de manera considerable y recuperando la confianza de un gran número de fanes.
También dos de sus desarrolladores iniciaron la creación y el desarrollo de un juego indie (indie game) que saldría en el año 2020, juego conocido como The Last Campfire

## Historia

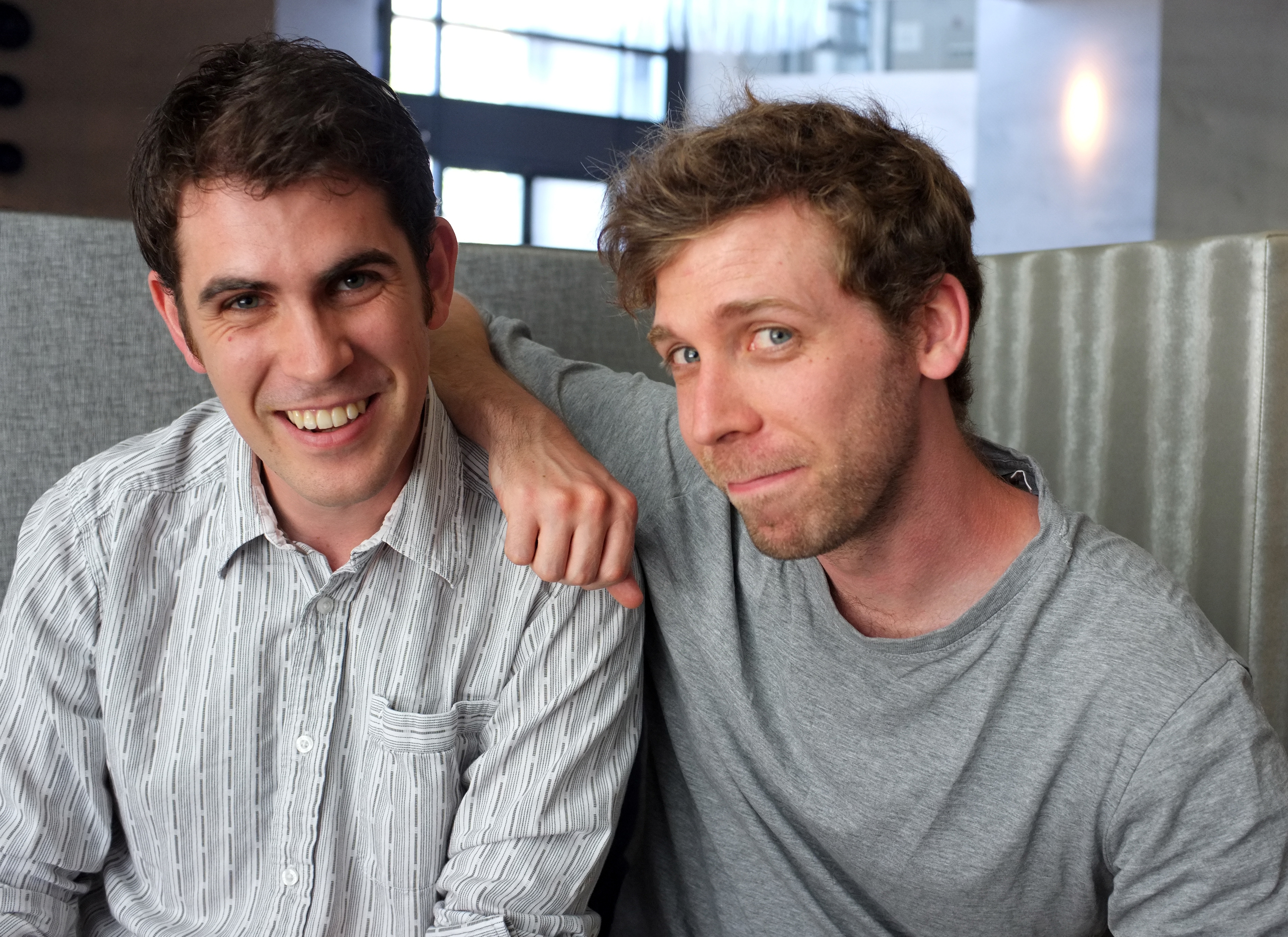
Los fundadores de Hello Games, Sean Murray (izquierda) y Grant Duncan.

Hello Games se fundó en julio de 2009 por antiguos empleados de otras compañías, como Criterion Games, Electronic Arts, y Kuju Entertainment. En el año 2010 Develop Awards, ganó dos premios: Best New Studio and Best Micro Studio. En agosto de 2010, fueron añadidos en la lista de The Guardian Invest lista - a lista de las empresas más innovadoras y creativas de estos 12 últimos meses. En 2011 Gamescom en el evento, anunciaron su segundo juego, Joe Danger 2: The Movie. Hello Games también anunció un juego de aventura y ciencia ficción No Man's Sky en el año 2013 VGX award show.
En las navidades de 2013, las oficinas del estudio se inundaron debido a un río cercano. Hello Games twiteó: "Todo de la oficina se ha perdido"

## Juegos
- Joe Danger (2010)
- Joe Danger 2: The Movie (2012)
- Joe Danger Touch (2013)
- Joe Danger Infinity (2014)
- No Man's Sky (2016)
- The Last Campfire (2020)